# Borgo Priolo
Borgo Priolo là một đô thị ở tỉnh Pavia trong vùng Lombardia của Ý, có cự ly khoảng 60 km về phía nam của Milan và khoảng 25 km về phía nam của Pavia. Tại thời điểm ngày 31 tháng 12 năm 2004, đô thị này có dân số 1.399 người và diện tích là 29 km².
Borgo Priolo giáp các đô thị sau: Borgoratto Mormorolo, Calvignano, Casteggio, Fortunago, Montalto Pavese, Montebello della Battaglia, Montesegale, Rocca Susella, Torrazza Coste.